# Courcelles-sur-Viosne
Courcelles-sur-Viosne és un municipi francès, situat al departament de Val-d'Oise i a la regió d'Illa de França. L'any 2007 tenia 291 habitants.
Forma part del cantó de Pontoise, del districte de Pontoise i de la Comunitat de comunes Vexin centre.

## Demografia

### Població
El 2007 la població de fet de Courcelles-sur-Viosne era de 291 persones. Hi havia 112 famílies, de les quals 24 eren unipersonals (4 homes vivint sols i 20 dones vivint soles), 32 parelles sense fills i 56 parelles amb fills.
La població ha evolucionat segons el següent gràfic:
Habitants censats

### Habitatges
El 2007 hi havia 118 habitatges, 106 eren l'habitatge principal de la família, 7 eren segones residències i 5 estaven desocupats. 107 eren cases i 11 eren apartaments. Dels 106 habitatges principals, 88 estaven ocupats pels seus propietaris, 15 estaven llogats i ocupats pels llogaters i 3 estaven cedits a títol gratuït; 1 tenia una cambra, 4 en tenien dues, 18 en tenien tres, 18 en tenien quatre i 65 en tenien cinc o més. 76 habitatges disposaven pel capbaix d'una plaça de pàrquing. A 34 habitatges hi havia un automòbil i a 61 n'hi havia dos o més.

### Piràmide de població
La piràmide de població per edats i sexe el 2009 era:
| Homes | Edats   | Dones |
| ----- | ------- | ----- |
| 0     | 95 o +  | 0     |
| 0     | 90 a 94 | 1     |
| 2     | 85 a 89 | 2     |
| 1     | 80 a 84 | 2     |
| 0     | 75 a 79 | 1     |
| 7     | 70 a 74 | 5     |
| 4     | 65 a 69 | 5     |
| 6     | 60 a 64 | 4     |
| 5     | 55 a 59 | 3     |
| 10    | 50 a 54 | 9     |
| 12    | 45 a 49 | 14    |
| 12    | 40 a 44 | 15    |
| 12    | 35 a 39 | 10    |
| 9     | 30 a 34 | 9     |
| 6     | 25 a 29 | 9     |
| 9     | 20 a 24 | 8     |
| 11    | 15 a 19 | 9     |
| 9     | 10 a 14 | 17    |
| 10    | 5 a 9   | 12    |
| 8     | 0 a 4   | 7     |

## Economia
El 2007 la població en edat de treballar era de 215 persones, 169 eren actives i 46 eren inactives. De les 169 persones actives 158 estaven ocupades (79 homes i 79 dones) i 11 estaven aturades (4 homes i 7 dones). De les 46 persones inactives 10 estaven jubilades, 28 estaven estudiant i 8 estaven classificades com a «altres inactius».

### Ingressos
El 2009 a Courcelles-sur-Viosne hi havia 111 unitats fiscals que integraven 308 persones, la mediana anual d'ingressos fiscals per persona era de 25.750 €.

### Activitats econòmiques
Dels 16 establiments que hi havia el 2007, 1 era d'una empresa extractiva, 1 d'una empresa de fabricació d'altres productes industrials, 2 d'empreses de construcció, 1 d'una empresa de comerç i reparació d'automòbils, 1 d'una empresa de transport, 2 d'empreses d'informació i comunicació, 1 d'una empresa financera, 6 d'empreses de serveis i 1 d'una entitat de l'administració pública.
Dels 2 establiments de servei als particulars que hi havia el 2009, 1 era un electricista i 1 empresa de construcció.

## Equipaments sanitaris i escolars
El 2009 hi havia una escola maternal.

## Poblacions més properes
El següent diagrama mostra les poblacions més properes.